# Ōta (Tokio)
Ōta (大田区 Ōta-ku?) es un barrio especial de la Metrópolis de Tokio, en Japón. Es común que se autodenomine "Ciudad de Ōta". Ōta está rodeado por los barrios especiales de Meguro, Shinagawa y Setagaya, y cruzando el río Tama, la ciudad de Kawasaki, en la prefectura de Kanagawa.
En 2008, la población se estimaba en 677.341 habitantes, con una densidad de 11.390 personas por km², en un área de 59,46 km², siendo el mayor de los barrios especiales, y, por su localización, es el más austral de los 23.
Ōta fue creada el 15 de marzo de 1947, con la fusión de los antiguos barrios de Ōmori y Kamata.
En Ōta se encuentra el Aeropuerto Internacional de Tokio (HND), también conocido como Aeropuerto de Haneda, y la universidad de Toho.
Tiene la sede de Toyoko Inn.

## Historia
Ōta fue fundada el 15 de marzo de 1947 con la unión de los antiguos barrios de Ōmori y Kamata. El aeropuerto de Haneda (HND), el mayor aeropuerto doméstico de la zona del Gran Tokio, fue inaugurado en el año 1931 como el aeródromo de Haneda, en el pueblo de Haneda del distrito de Ebara, de la prefectura de Tokio. En 1945 pasó a llamarse Haneda Army Base (Base Haneda del Ejército), bajo el control del ejército de Estados Unidos. En el mismo año la ocupación ordenó una expansión del aeropuerto, desalojando a personas de los alrededores en 48 horas. Con el fin de la ocupación, los norteamericanos devolvieron parte del control a los japoneses en 1952, completándose la devolución total en 1958. Hoy el aeropuerto de Haneda es el mayor aeropuerto internacional de Tokio.

## Geografía

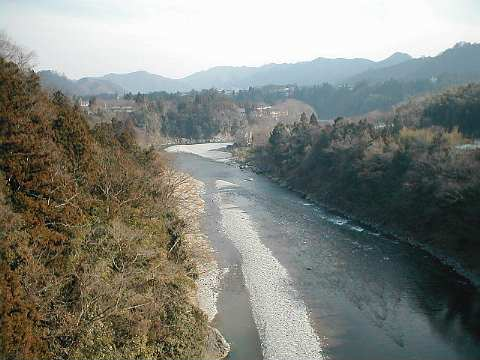
Río Tama.

Es el más meridional de los barrios especiales, bordeando a Shinagawa, Meguro, y Setagaya por el norte, y Kōtō por el este. Cruzando el río Tama en la prefectura de Kanagawa esta la ciudad de Kawasaki, que forma las fronteras sur y este.

## Hitos urbanos
- Ikegami Honmon-ji, un templo budista fundado por Nichiren en el siglo XIII.
- Poza de Senzoku, donde se dice que Nichiren se lavó los pies. La tumba de Katsu Kaishū se encuentra cerca.

## Transporte

### Aire

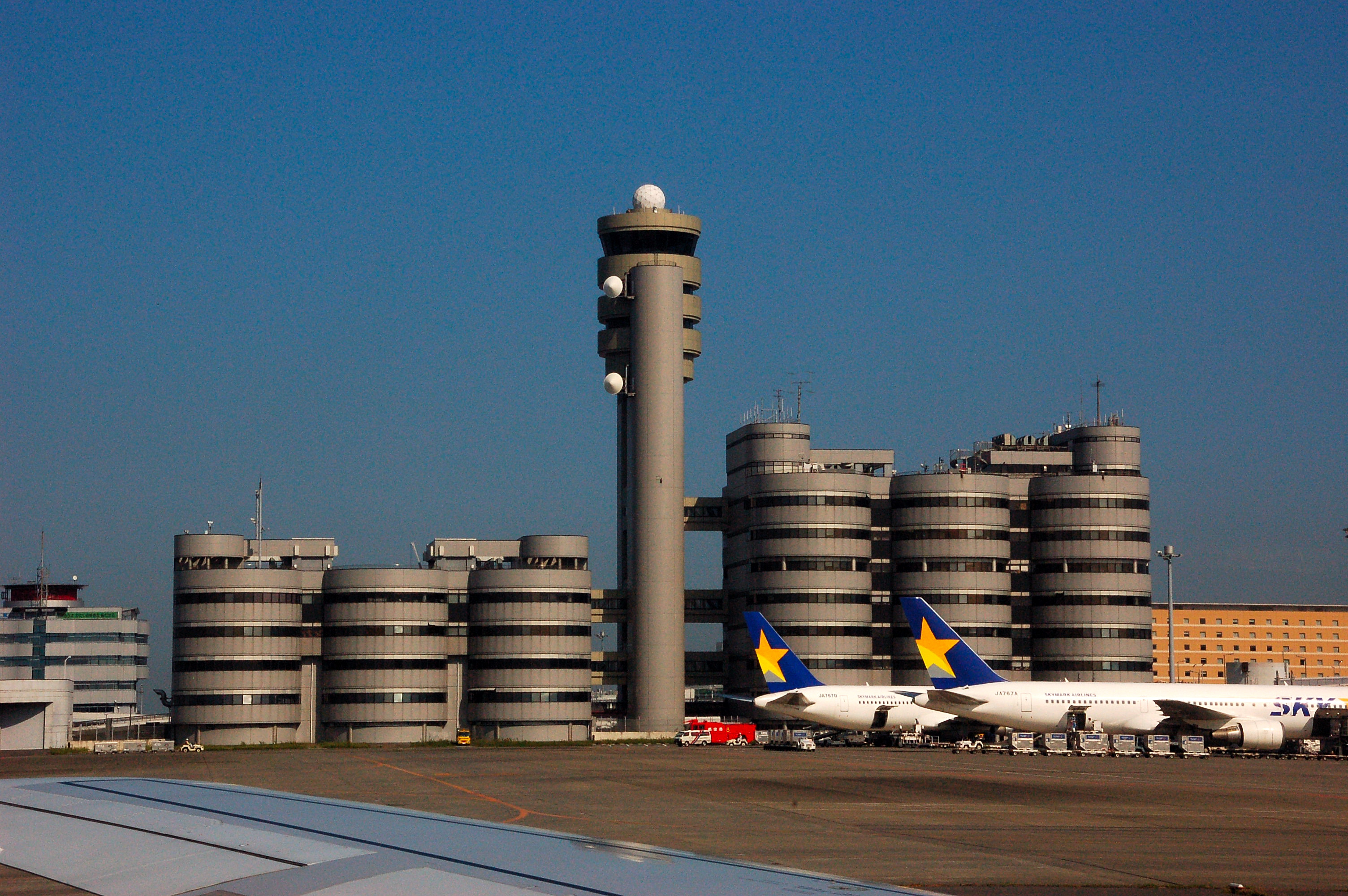
Aeropuerto de Haneda.

- Aeropuerto de Haneda

### Tren

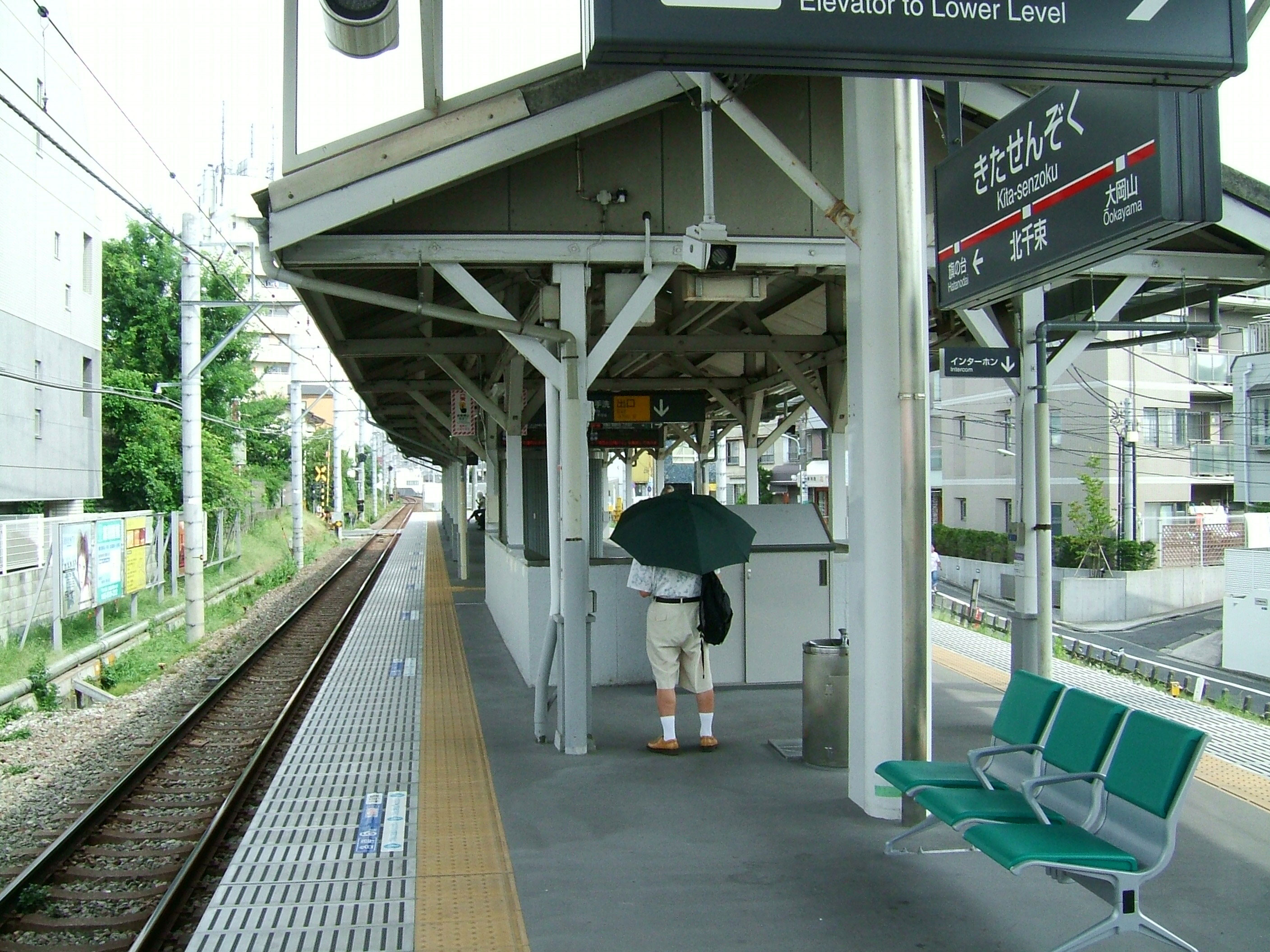
Estación Kita-Senzoku.

- JR East Keihin-Tōhoku Line: Estaciones Ōmori, Kamata
- Keikyū
  - Main Line: Estaciones Heiwajima, Ōmorimachi, Ume Yashiki, Keikyū-Kamata, Zoshiki, Rokugo-dote
  - Airport Line: Estaciones Keikyū-Kamata, Kojiya, Otorii, Anamori Inari, Tenkubashi, Haneda Kuko
- Tokyu Corporation
  - Tōkyū Tōyoko Line: Estaciones Den-en-chōfu, Tamagawa
  - Tōkyū Ikegami Line: diez estaciones
  - Tōkyū Tamagawa Line: Tamagawa, Numabe, Unoki, Shimo-Maruko, Musashi-Nitta, Yaguchi no Watashi, Kamata Stations (línea completa)
  - Tōkyū Ōimachi Line: Estación Kita-Senzoku
- Tokyo Monorail: Estaciones Ryutsu Center, Showajima, Seibijo, Tenkubashi, Shin Seibijo, Haneda Kuko Dai 1 Biru, Haneda Kuko Dai 2 Biru
- Toei Asakusa Line: Estaciones Magome, Nishi-Magome

### Autopistas
- Shuto Expressway

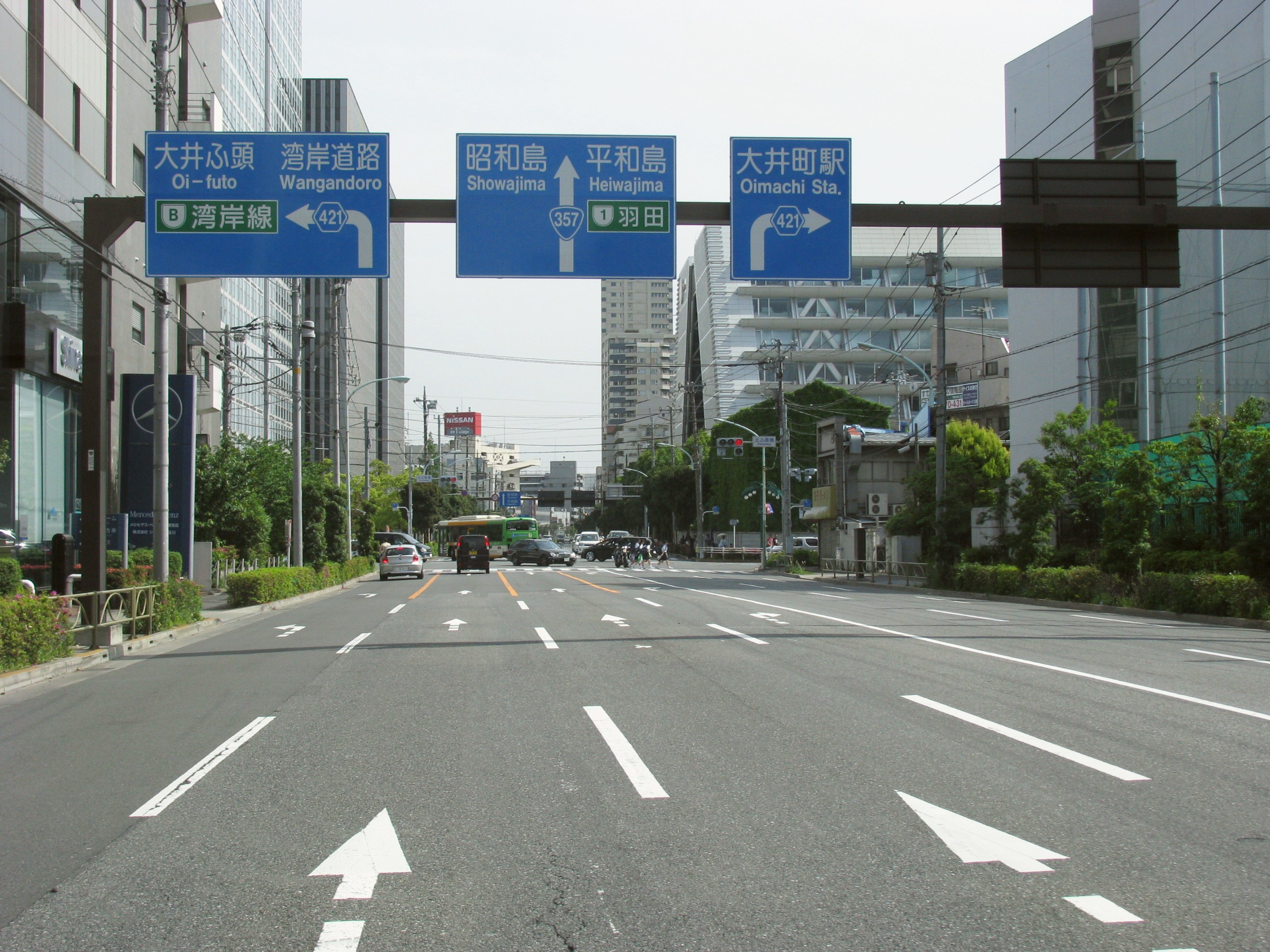
Ruta 357

  - Ruta n.º 1 Haneda (Edobashi JCT - Iriya)
  - Ruta costera B (Namiki - Kawasaki-ukishima JCT)
- Carreteras Nacionales
  - Ruta 1
  - Ruta 15
  - Ruta 133
  - Ruta 357

## Economía

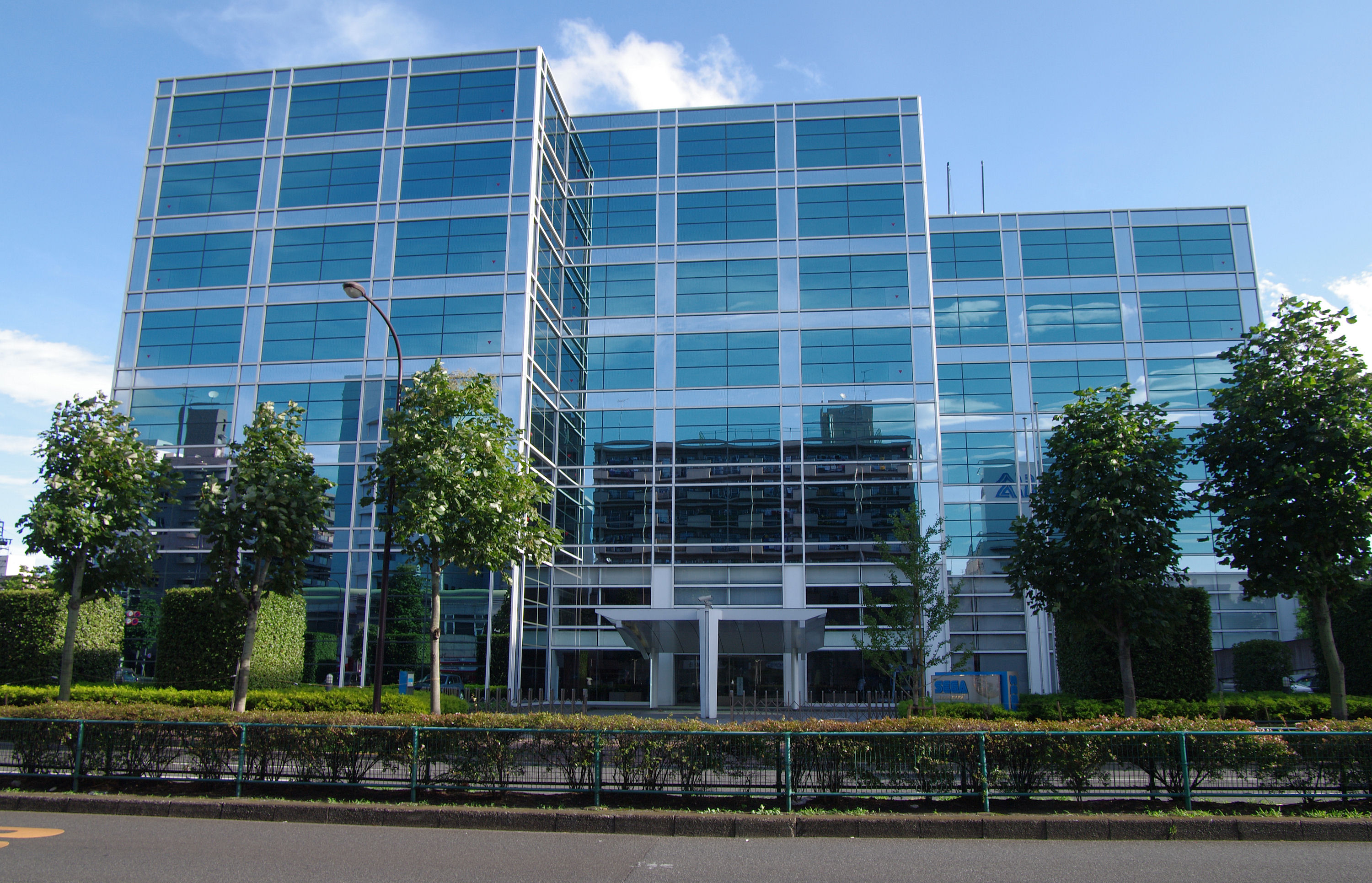
Sede 1 de Sega.

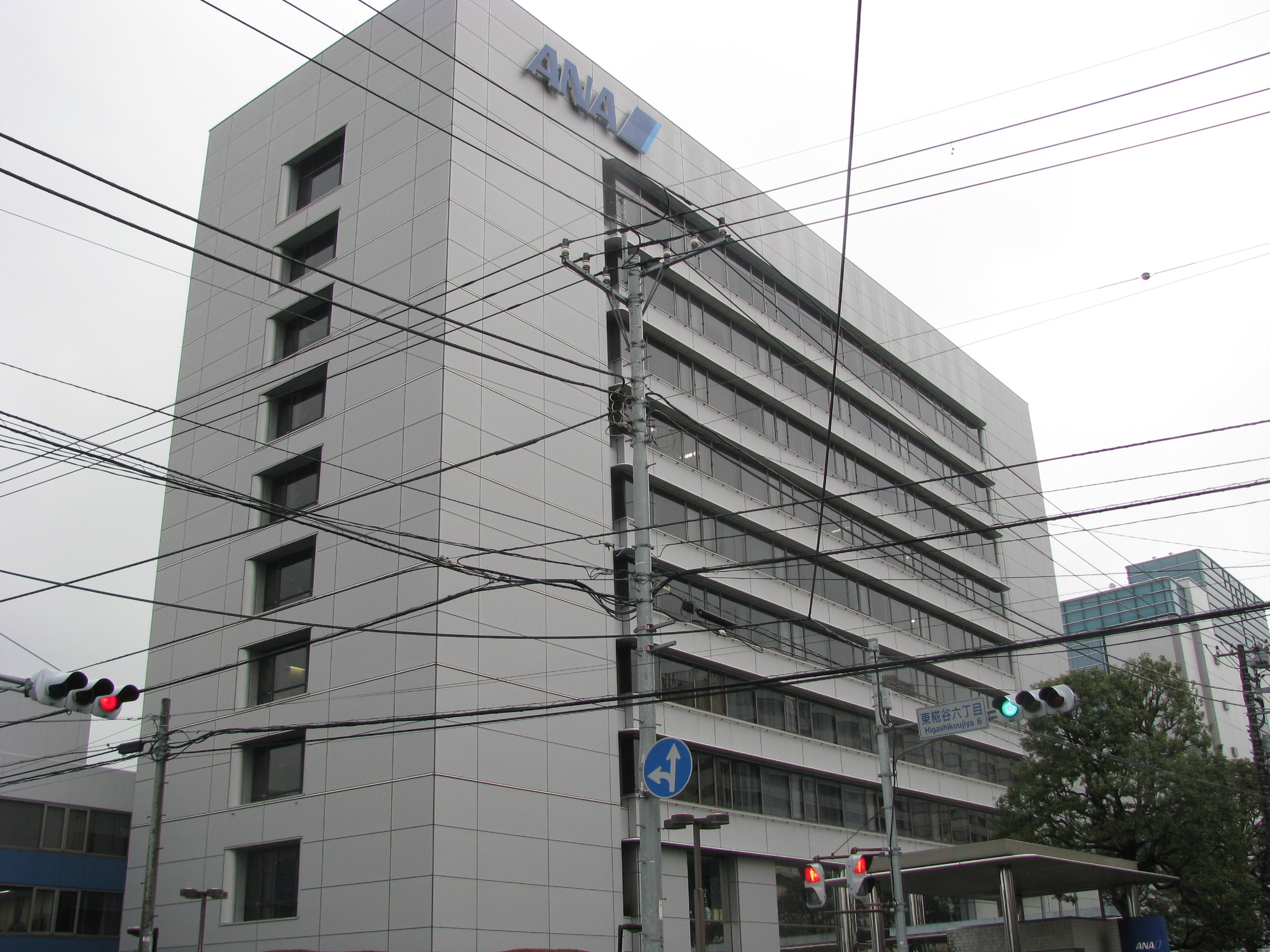
Centro de entrenamiento de ANA, y sede central de Air Japan.

Las siguientes compañías tiene sus sedes centrales en Ōta:
- Air Japan y Air Nippon Network (subsidiarias de All Nippon Airways, en el Aeropuerto Internacional de Tokio)[4][5]
- Alps Electric Corporation, fabricante de artículos electrónicos.
- Canon, fabricante de artículos ópticos y electrónicos[6]
- Ikegami, fabricante de equipos de transmisión por televisión.
- Namco, fabricante de videojuegos[7]
- Sega, fabricante de videojuegos[8]
- Skymark Airlines, en el Aeropuerto Internacional de Tokio[9]
- Toyoko Inn, una cadena de hoteles económicos.[10][11]